# کرکیس
کرکیس (به لاتین: Kerkis) یک کوه در یونان است که در ساموس واقع شده‌است. کرکیس ۱٬۴۳۴ متر بالاتر از سطح دریا واقع شده‌است.